# Kishonthy Zsolt
Kishonthy Zsolt (Miskolc, 1956. augusztus 29. –) magyar művészettörténész, műkritikus, műkereskedő.

## Élete
1976–1980 között az egri Ho Shi Minh Tanárképző Főiskola hallgatója volt, rajz-földrajz szakon. 1980-tól 1990-ig a miskolci Herman Ottó Múzeum képzőművészeti gyűjteményének kezelője. 1982–1987 között az Eötvös Loránd Tudományegyetem művészettörténész szakának hallgatója, professzora Németh Lajos. 1990-ben társával, Jurecskó Lászlóval megalapítják a ma is működő MissionArt Galériát. Az 1990-es években az Új Holnap, majd az ORPHEUS irodalmi folyóiratok szerkesztője, 2005-től pedig a Műút folyóirat szerkesztője. A SZIMA miskolci csoportjának tagja.
Kutatási területe a XIX–XX. századi művészet, kiemelten Mattis Teutsch János művészete, valamint a nagybányai művésztelep története. A MissionArt Galéria fennállása alatt több száz kiállítást rendeztek, ezek között számos művészettörténeti jelentőséggel bír. Ezek részben a Nagybányai Művésztelep történetéhez, részben Mattis Teutsch János munkásságához kapcsolódnak (Miskolci Galéria (1992, 1993, 1994); Budapest, Magyar Nemzeti Galéria (2001); München, Haus der Kunst (2001); Magyar Intézetek: Bécs, Berlin, Stuttgart; Louis Stern Art Gallery Los Angeles; Mall Gallery, London, 2002, 2003).
Később főleg a kortárs magyar művészetet mutatták be itthon és külföldön: Európafríz vándorkiállítás, Bécs, Pozsony, Stuttgart, Berlin, Párizs, Moszkva, Róma (2004, 2005); vagy egyéni (részben) életműtárlatok: Ujj Zsuzsi (2013), feLugossy László (2014), Wahorn András (2016), Seres László (2017).

## Művei
- Ámos Imre egy ismeretlen festménye, Herman Ottó Múzeum Közleményei, 1982
- Meilinger Dezső festészete, Herman Ottó Múzeum, kat., 1985
- Gundelfinger Gyula festészete (Herman Ottó Múzeum, kat., 1986)
- Káinok és Ábelek (Szalai Lajosról) (Budapesti Történeti Múzeum, kiáll. kat., 1990)
- Borsod-Abaúj-Zemplén megye műemlékjegyzéke (társszerzőként), Herman Ottó Múzeum, Miskolc, 1992
- Nagybánya, Nagybányai festészet a neósok fellépésétől 1944-ig, szerk. Miskolc, 1992
- Huszka József, a "magyar stílus" előharcosa, Herman Ottó Múzeum Évkönyve, XXV-XXVI.
- Nagybánya, Magyar Szemle, 1993/2.
- Tanulmányok a nagybányai művészet köréből, MissionArt Galéria, Miskolc, 1994
- Nagybányai festészet magángyűjteményekben. Kiáll. kat., MissionArt Galéria, Budapest, 1996
- Seele und Farbe. Nagybánya: eine Künstlerkolonie am Rande der Monarchie, Kiáll. kat., szerk. Jurecskó László, Kishonthy Zsolt, Siklós Péter; Collegium Hungaricum–MissionArt Galerie, Wien–Miskolc–Bp., 1999
- Mattis Teutsch és a Der Blaue Reiter; Kiáll. kat. szerk. Bajkay Éva, Jurecskó László, Kishonthy Zsolt; MissionArt Galéria, Bp.–Miskolc, 2001
- Mattis Teutsch und die Graphik der ungarischen Avantgarde. Kiáll kat., szerk.: Jurecskó László, Kishonthy Zsolt; MissionArt Galerie–Collegium Hungaricum, Budapest–Miskolc–Berlin, 2002
- Seelenblumen. János Mattis Teutsch, 1884–1960. Kiáll. kat., 2003; szerk. Jurecskó László, Kishonthy Zsolt; MissionArt Galerie, Miskolc, 2002
- Maszk. Kiáll. kat., szerk. Jurecskó László, Kishonthy Zsolt, Madarász Györgyi; MissionArt Galéria, Miskolc, 2003
- Várdeák Ferenc (1897–1971). Kiáll. kat., szerk. Jurecskó László, Kishonthy Zsolt; MissionArt Galéria, Miskolc, 2003
- Soulflowers. János Mattis Teutsch, 1884-1960. Kiáll. kat. szerk. Jurecskó László, Kishonthy Zsolt; MissionArt Gallery, Miskolc, 2004
- Die Perlen der ungarischen Graphik, 1900-1930. Kiáll. kat., szerk. Jurecskó László, Kishonthy Zsolt, Kurucz Gyula; MissionArt Galerie–Kulturinstitut der Republik Ungarn, Bp.–Miskolc–Stuttgart, 2005
- Stanislas Stückgold, Artmagazin 2004/5.
- Világok arcai. Horvát Helén Sára művészetéről, Balkon, 2005/7.
- Diszkréció, Balkon, 2007/9.
- Születési helye: Miskolc, Balkon, 2007/10.
- Ki az utcára! Public art (és más) projektek Miskolcon, Balkon, 2009/10.
- Nemegyensúlyi állapot. Braun András kiállításáról, Balkon, 2017. dec.
- Néma visszhang, Csontó Lajos Miskolcon, Műértő, 2011. január
- Bela Duranci: Önéletrajz Kondor Bélával. Naplójegyzetek 1962–2008, szerk. MissionArt Galéria-Miskolci Galéria, 2014
- Szigorúan ellenőrzött nyomatok, Műértő, 2018. november
- Egy új művésztelep: Szihalom, Műértő, 2019/2.
- „ A szív a képek alapja”, Swierkiewicz Róbert művészetéről. Műértő, 2019. június
- Seres László. Rajzok és festmények. 1963–1979, 2006–2016, Kiáll. kat. bevezető, szerk., – MissionArt Galéria, Budapest/Miskolc, 2017
- SZUFLA. feLugossy László: Túltermelési kísérletek a nyolcvanas évekből, Kiáll. kat., Szerk. MissionArt Galéria, Budapest/Miskolc, 2014
- Ujj Zsuzsi, Fotós munkák, 1985–1991, Kiáll. kat. szerk. MissionArt Galéria, Miskolc, 2013
- Wahorn forever, kiáll kat, szerk., Budapest, MissionArt Galéria, 2016
- Kocsis Imre: Fotóművek, 1962–1993, Kiáll. kat., szerk. MissionArt galéria, Budapest, 2018

### Kötetei
- Kishonthy Zsolt, Murádin Jenő: Nagy Oszkár, 1893–1965; fotó Dombovári Tibor; MissionArt Galéria, Miskolc, 1993 (Nagybánya könyvek)

## Elismerések
- Kondor Béla-díj, Miskolc, 2010